# My Grandmother Ironed the King's Shirts
My Grandmother Ironed the King's Shirts ("Minha Avó Passou as Camisas do Rei") é um curta-metragem de animação de 1999 produzido pela animadora norueguesa vencedora do Oscar, Torill Kove. O curta conta a história da avó de Torill que passou a roupa do rei da Noruega, Haroldo V da Noruega; O curta tem referências ao nazismo e à Segunda Guerra Mundial. O curta recebeu a nominação ao Oscar de melhor curta-metragem de animação porém, perdeu para The Old Man and the Sea de Aleksandr Petrov